# Копи царя Соломона (фильм, 1950)
«Копи царя Соломона» (англ. King Solomon's Mines) — американский приключенческий фильм режиссёров Комптона Беннетта и Эндрю Мортона, выпущенный в 1950 году, экранизация одноимённого романа Г. Райдера Хаггарда.

## Сюжет
К давно проживающему в Африке уважаемому белому охотнику и проводнику Аллану Куотермейну обращается гостья из Британии - леди Элизабет Кертис с просьбой помочь ей отыскать пропавшего мужа. Несколько лет назад тот отправился в Африку на поиски полумифических алмазных копей царя Соломона и бесследно исчез. Охотник соглашается, набирает команду и, вместе с женщиной и ее братом отправляется вглубь "черного континента". На этом пути отряд ждут занимательные и очень опасные приключения. Великолепные съемки в живописных уголках черного континента, много действия — удовольствие для всех и сейчас. Поставлен фильм по мотивам романа Хенри Райдера Хаггарда.

## В ролях
- Стюарт Грейнджер — Аллан Куотермейн
- Дебора Керр — Элизабет Кертис
- Ричард Карлсон — Джон Гуд
- Гуго Гаас — Смит
- Лоуэлл Гилмор — Эрик Мастерс

## Награды и номинации кинопремий
Премия Академии кинематографических искусств и наук («Оскар»-1951)
- Номинация в категории «лучший фильм» — Metro-Goldwyn-Mayer.
- Премия за лучшую операторскую работу в цветном фильме — Роберт Л. Сёртис.
- Премия за лучший монтаж — Ральф Э. Уинтерс, Конрад А. Нервиг.

Кинопремия «Золотой глобус»
- Премия за лучшую операторскую работу в цветном фильме — Роберт Л. Сёртис.